# Marcin Kacprzak

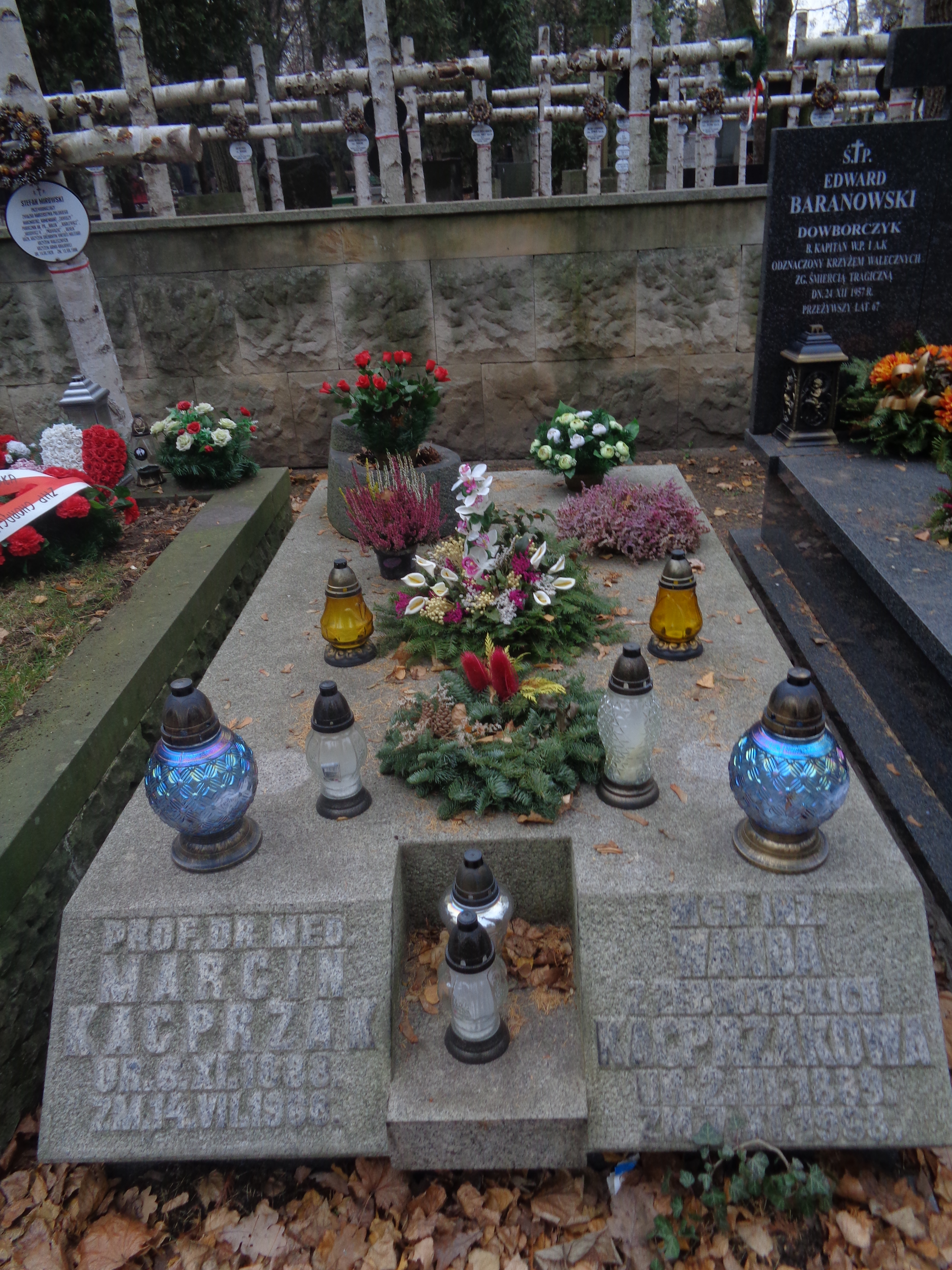
Grób Marcina Kacprzaka na cmentarzu Wojskowym na Powązkach

Marcin Kacprzak (ur. 6 listopada 1888 w Podolszycach, zm. 14 lipca 1968 w Warszawie) – lekarz, wychowawca, pedagog, publicysta, pionier medycyny społecznej w Polsce.

## Życiorys
Syn Leona Kacprzaka (zm. 1908), dróżnika odcinka szosy warszawskiej, i Marianny (Marii) z Dudzińskich. Miał jedenaścioro rodzeństwa (w tym czworo przyrodnich z pierwszego małżeństwa ojca). W latach 1894–1899 uczęszczał do szkoły podstawowej w Lelicach. Następnie od 1900 r. był uczniem płockiego gimnazjum gubernialnego (obecnie Liceum Ogólnokształcące im. Marszałka Stanisława Małachowskiego), z którego został relegowany w 1905 r. za udział w protestach szkolnych. W 1906 r. kontynuował naukę w założonym przez Polską Macierz Szkolną Gimnazjum Polskim (obecnie Liceum Ogólnokształcące im. Władysława Jagiełły), które ukończył egzaminem dojrzałości w czerwcu 1908 r..
Studia lekarskie odbył w latach 1908–1914 na Sorbonie w Paryżu. Dyplom lekarski otrzymał w 1915 r. w Uniwersytecie Charkowskim, następnie pracował jako lekarz ziemski w Guberni Pskowskiej, a w 1921 r. podjął pracę lekarza sanitarnego w Warszawie. W latach 1922–1924 w ramach stypendium Fundacji Rockefellera studiował higienę i organizację służby zdrowia w Johns Hopkins University w Baltimore. Stopień doktora nauk medycznych otrzymał w 1928 r. w Krakowie. Odtąd już na stałe związał się ze zdrowiem publicznym, medycyną społeczną i epidemiologią. W latach 30. był naczelnikiem wydziału w Ministerstwie Opieki Społecznej. Wykładał higienę w samorządzie w Wolnej Wszechnicy Polskiej w Warszawie.
Od 1945 r. był profesorem na Uniwersytecie Łódzkim, a od 1947 r. jako profesor zwyczajny kierował Katedrą Higieny Akademii Medycznej w Warszawie, której to uczelni w latach 1955–1962 był rektorem. W latach 1953–1954 sprawował funkcję dyrektora w nowo utworzonym Instytucie Doskonalenia i Specjalizacji Kadr Lekarskich w Warszawie. W tym czasie (1954) podkreślał za Michaiłem Kalininem, że kształcenie młodzieży winno być elementem tworzenia "nowego człowieka, człowieka społeczeństwa socjalistycznego". Zajmował się badaniem stanu zdrowia mieszkańców wsi polskiej, szczególnie mazowieckiej. W 1955 r. otrzymał Nagrodę Państwową II stopnia za długotrwałe i umiejętne krzewienie zasad higieny wśród najszerszego ogółu ludności. Sprawował wiele funkcji w organizacjach zagranicznych i krajowych. Po II wojnie światowej był współorganizatorem Światowej Organizacji Zdrowia (WHO). Jako jeden z pierwszych otrzymał w 1957 r. w Pałacu Narodów w Genewie – Nagrodę im. Leona Bernarda, najwyższe wyróżnienie WHO. Po wojnie doprowadził do reaktywowania Polskiego Towarzystwa Higienicznego, którego prezesem był do końca życia. Od 1951 r. członek korespondencyjny Towarzystwa Naukowego Warszawskiego, od 1962 r. członek korespondencyjny Polskiej Akademii Umiejętności.
Od 1961 r. był członkiem Akademii Nauk Medycznych ZSRR, a od 1962 r. członkiem korespondentem Polskiej Akademii Nauk, gdzie przewodniczył Komitetowi Higieny. Był członkiem honorowym Towarzystwa Naukowego Płockiego. W 1964 r. otrzymał tytuł Honorowego Obywatela Miasta Płocka.
Był mężem Wandy z Żebrowskich (1889–1968), inż. agronoma.
Zmarł w Warszawie, pochowany na cmentarzu Wojskowym na Powązkach (kwatera A20-1-7).

## Główne prace
- Wieś płocka (1937)
- Stan opieki lekarskiej nad ludnością wiejską (1937)
- Gruźlica na wsi (1938)
- Epidemiologia ogólna (1956)

Źródło:

## Ordery i odznaczenia
- Order Sztandaru Pracy I klasy (19 lipca 1955)[13]
- Krzyż Komandorski Orderu Odrodzenia Polski (22 lipca 1951)[14]
- Krzyż Oficerski Orderu Odrodzenia Polski (19 lipca 1946)[15]
- Krzyż Kawalerski Orderu Odrodzenia Polski (10 listopada 1933)[4]
- Medal Komisji Edukacji Narodowej (1967)[16]
- Medal 10-lecia Polsku Ludowej (13 stycznia 1955)[17]

## Upamiętnienie
Marcin Kacprzak jest patronem Wojewódzkiego Szpitala Zespolonego w Płocku.